# Фролов, Николай Николаевич
Никола́й Никола́евич Фроло́в (29 июня 1941 — 28 сентября 2012) — российский учёный в области машиностроения. Профессор (1991). Первый проректор ТулГУ в 1991—2006. Лауреат премии Правительства Российской Федерации в области образования (2002).

## Биография
Родился 29 июня 1941 г. в Читинской области. В 1959 г. окончил с золотой медалью среднюю школу в посёлке Думиничи (Калужская область).
В 1964 г. с отличием окончил Тульский политехнический институт по специальности «Технология машиностроения, металлорежущие станки и инструмент».
Работал на кафедре технологии машиностроения ассистентом, с 1967 г. — старшим преподавателем. После защиты кандидатской диссертации (на тему «Разработка и исследование электрохимикомеханического способа профилирования и заточки фасонного твердосплавного инструмента») в 1971 г. — доцент. С 1975 г. — заместитель декана факультета машиностроения, с 1977 г. — секретарь партийного комитета ТулПИ.
В 1984 г. назначен проректором ТулПИ по учебной работе, а в 1991 г. — первым проректором — проректором по учебной работе. Эту должность занимал до 2006 года.
В 1991 г. присвоено учёное звание профессора.
В 1992 г. удостоен Премии Гособразования СССР и награждён Почётным знаком «За отличные успехи в области высшего образования СССР».
С 1993 г. — заведующий кафедрой автомобилей и автомобильного хозяйства.

## Научная деятельность
Автор более ста научных работ, монографии и 4 учебных пособий.

### Сочинения
- Газотермические износостойкие покрытия в машиностроении / Н. Н. Фролов, В. М. Власов. — М. : Машиностроение, 1992. — 255 с.: ил.; 22 см; ISBN 5-217-01502-0 (В пер.)
- Обработка газотермических покрытий: Учеб. пособие / Н. Н. Фролов; Тул. политехн. ин-т. — Тула: ТПИ, 1991. — 63 с.: ил.; 20 см.
- Технология обработки деталей на станках с ЧПУ: Учеб. пособие / Н. Н. Фролов; Тул. политехн. ин-т. — Тула: ТПИ, 1991. — 130 с.: ил.; 20 см.

## Награды
- Орден «Знак Почёта» (1980)
- Медаль ордена «За заслуги перед Отечеством» II степени (2006)
- Лауреат премии Правительства РФ в области образования (2002)
- Почётное звание «Заслуженный работник высшей школы РФ» (2000) — за заслуги в научной работе, значительный вклад в дело подготовки высококвалифицированных специалистов[1]
- Звание «Почётный работник высшего профессионального образования РФ» (1996)
- Нагрудный знак «Почётный автотранспортник» (1997)